# Giro di Sicilia 1977
Il Giro di Sicilia 1977, ventitreesima edizione della corsa, si è svolto dal 12 al 14 luglio 1977 su un percorso di 509 km suddivisi in 3 tappe, la seconda divisa in due semitappe, per ciclisti indipendenti ad invito, con partenza da Monreale ed arrivo a Trapani. La vittoria fu appannaggio dell'italiano Giuseppe Saronni, che completò il percorso in 13h34'23", precedendo i connazionali Pierino Gavazzi e Carmelo Barone.
A ogni traguardo furono considerati abbuoni ai primi tre classificati di ogni tappa nella misura di 10, 7 e 5 secondi.

## Tappe
| Tappa  | Data      | Percorso                  | km  | Vincitore di tappa  | Leader cl. generale |
| ------ | --------- | ------------------------- | --- | ------------------- | ------------------- |
| 1ª     | 12 luglio | Monreale > Capo d'Orlando | 180 | Luciano Borgognoni  | Luciano Borgognoni  |
| 2ª-1   | 13 luglio | Mistretta > Enna          | 82  | Giuseppe Saronni    | ?                   |
| 2ª-2   | 13 luglio | Enna > Agrigento          | 102 | Mauro Simonetti     | Giuseppe Saronni    |
| 3ª     | 14 luglio | Ribera > Trapani          | 145 | Giuseppe Martinelli | Giuseppe Saronni    |
| Totale | Totale    | Totale                    | 509 |                     |                     |

## Squadre e corridori partecipanti
Parteciparono 6 squadre ufficiali e un totale di 47 iscritti. Il terzo giro consecutivo, ma non più come prova in linea rispetto alle precedenti due edizioni del 1973 e 1974, organizzato dal Centro sportivo Sicilia (presidente Gianni Pecorella), in partenza alle ore 13 da Monreale, prese il via senza i più forti corridori italiani del momento: mancavano Francesco Moser, Gianbattista Baronchelli, Felice Gimondi ed erano assenti molti stranieri.
Tuttavia, presero parte alla competizione, i due corridori della Vibor, Franco Bitossi e Luciano Borgognoni (neo-campione della Milano-Vignola, il 10 luglio), il diciannovenne favorito dal pronostico Giuseppe Saronni (assenti nella Scic i compagni Enrico Paolini e il già citato Baronchelli), l'unico siciliano Carmelo Barone era fra l'altro il capofila della Fiorella Mocassini-Citroën (con Riccardo Magrini, Ignazio Paleari, Antonio Bonini).
Prima della partenza, la squadra della Magniflex-Torpado era guidata da Wilmo Francioni, con Daniele Tinchella e Giancarlo Tartoni, ma senza Alfio Vandi e Giuseppe Perletto; la Zonca-Santini si presentava con Marcello Bergamo, Franco Conti (fratello di Noè), Leonardo Mazzantini, Enrico Quadrini; la Jollj Ceramica portava Pierino Gavazzi con Giovanni Battaglin, Alfredo Chinetti; la Scic contava su una schiera di validi elementi, da Wladimiro Panizza a Ercole Gualazzini. La Vibor annoverava anche Davide Boifava e Renato Laghi.
| N.  | Cod. | Squadra                    |
| --- | ---- | -------------------------- |
| --- | ---  | Scic                       |
| --- | ---  | Magniflex-Torpado          |
| --- | ---  | Zonca-Santini              |
| --- | ---  | Jollj Ceramica             |
| --- | ---  | Fiorella Mocassini-Citroën |
| --- | ---  | Vibor                      |

## Dettagli delle tappe

### 1ª tappa
- 12 luglio: Monreale > Capo d'Orlando – 180 km

Risultati
| Pos. | Corridore          | Squadra  | Tempo    |
| ---- | ------------------ | -------- | -------- |
| 1    | Luciano Borgognoni | Vibor    | 4h40'46" |
| 2    | Franco Bitossi     | Vibor    | s.t.     |
| 3    | Ignazio Paleari    | Fiorella | s.t.     |

| Pos. | Corridore          | Squadra  | Tempo |
| ---- | ------------------ | -------- | ----- |
| 1    | Luciano Borgognoni | Vibor    | ?     |
| 2    | Franco Bitossi     | Vibor    | ?     |
| 3    | Ignazio Paleari    | Fiorella | ?     |

### 2ª tappa, 1ª semitappa
- 13 luglio: Mistretta > Enna – 82 km

Risultati
| Pos. | Corridore        | Squadra  | Tempo    |
| ---- | ---------------- | -------- | -------- |
| 1    | Giuseppe Saronni | Scic     | 2h12'35" |
| 2    | Carmelo Barone   | Fiorella | s.t.     |
| 3    | Pierino Gavazzi  | Jollj C. | s.t.     |

| Pos. | Corridore | Squadra | Tempo |
| ---- | --------- | ------- | ----- |
| 1    | ?         |         | ?     |
| 2    | ?         |         | ?     |
| 3    | ?         |         | ?     |

### 2ª tappa, 2ª semitappa
- 13 luglio: Enna > Agrigento – 102 km

Risultati
| Pos. | Corridore         | Squadra   | Tempo    |
| ---- | ----------------- | --------- | -------- |
| 1    | Mauro Simonetti   | Fiorella  | 3h09'14" |
| 2    | Giancarlo Tartoni | Magniflex | a 33"    |
| 3    | Giuseppe Saronni  | Scic      | a 34"    |

| Pos. | Corridore        | Squadra  | Tempo |
| ---- | ---------------- | -------- | ----- |
| 1    | Giuseppe Saronni | Scic     | ?     |
| 2    | Carmelo Barone   | Fiorella | a 8"  |
| 3    | Pierino Gavazzi  | Jollj C. | s.t.  |

### 3ª tappa
- 14 luglio: Ribera > Trapani – 145 km

Risultati
| Pos. | Corridore           | Squadra   | Tempo    |
| ---- | ------------------- | --------- | -------- |
| 1    | Giuseppe Martinelli | Jollj C.  | 3h31'15" |
| 2    | Giancarlo Tartoni   | Magniflex | s.t.     |
| 3    | Davide Boifava      | Vibor     | s.t.     |

| Pos. | Corridore        | Squadra  | Tempo     |
| ---- | ---------------- | -------- | --------- |
| 1    | Giuseppe Saronni | Scic     | 13h34'23" |
| 2    | Pierino Gavazzi  | Jollj C. | a 2"      |
| 3    | Carmelo Barone   | Fiorella | a 8"      |

## Evoluzione della classifica
| Tappa             | Vincitore          | Classifica generale Maglia giallo-rossa |
| ----------------- | ------------------ | --------------------------------------- |
| 1ª                | Luciano Borgognoni | Luciano Borgognoni                      |
| 2ª                | Giuseppe Saronni   | Giuseppe Saronni                        |
| 3ª                | Mauro Simonetti    | Giuseppe Saronni                        |
| Classifica finale | Classifica finale  | Giuseppe Saronni                        |

## Classifica finale
| Pos. | Corridore          | Squadra           | Tempo     |
| ---- | ------------------ | ----------------- | --------- |
| 1    | Giuseppe Saronni   | Scic              | 13h34'23" |
| 2    | Pierino Gavazzi    | Jollj Ceramica    | a 2"      |
| 3    | Carmelo Barone     | Fiorella          | a 8"      |
| 4    | Wilmo Francioni    | Magniflex-Torpado | a 10"     |
| 5    | Wladimiro Panizza  | Scic              | a 15"     |
| 6    | Franco Bitossi     | Vibor             | s.t.      |
| 7    | Franco Conti       | Zonca-Santini     | s.t.      |
| 8    | Giovanni Battaglin | Jollj Ceramica    | s.t.      |
| 9    | Ignazio Paleari    | Fiorella          | s.t.      |
| 10   | Adriano Passuello  | Brooklyn          | a 22"     |